# Oligoxystre auratum
Oligoxystre auratum é uma espécie de aranha pertencente à família Theraphosidae (tarântulas).